# Torre del Rey (Oropesa)
La Torre del Rey o Torre del cabo de Oropesa, en el término municipal de Oropesa (Plana Alta, Comunidad Valenciana), es una Torre de vigilancia  situada en el cabo de Oropesa, cerca del faro, a 20 m s. n. m. y a 40 metros del mar, en una zona actualmente urbanizada.

## Historia
El 25 de septiembre de 1413, Fernando I de Aragón  autoriza la construcción de la torre, a petición de la población, pero con la obligación de construir también una capilla y una fortaleza, y que la financiación se hiciera mediante limosnas pedidas por todos los lugares de la Corona de Aragón. Estas exigencias del rey retardaron la construcción del conjunto. La torre fue el primer elemento construido, y fue acabada probablemente alrededor de 1428, la fortaleza se construye entre finales del siglo XV y el comienzo del siglo siguiente, y la capilla a finales del siglo XVI ya estaba acabada.
Joan de Cervelló, señor de Oropesa, en 1534 reedifica y amplía la torre para asegurar el señorío frente los ataques de los piratas, y alrededor de 1540 la torre le es cedida o vendida por el rey. Años después, en 1568, su hijo Pere de Cervelló, vende la torre a Felipe II, a pesar de que conserva la custodia, esta vez en nombre del rey y con un salario anual para él y para una guarnición de catorce soldados. El señorío mantiene la custodia hasta 1576 en que se hace cargo la Guardia costera del reino de Valencia.
Entre 1619 y 1623 se realizan obras en el castillo de Oropesa, y es posible que durante estos años fuera cuando se derruyeron los otros edificios, y quedara aislada la torre.
Durante la Guerra de la Independencia Española la guarnición consigue resistir a las fuerzas francesas, después de rendirse el castillo, hasta la retirada en un barco inglés.
La torre, propiedad de la Diputación Provincial, ha sido cedido su uso al Ayuntamiento de Oropesa en 2007.
La Torre se encuentra bajo la protección genérica de la Disposición Adicional Segunda de la Ley 5/2007, de 9 de febrero, de la Generalidad Valenciana, del Patrimonio Cultural Valenciano, donde se califica como Bien de Interés Cultural.

## Arquitectura
Tueste cuadrada de 17,40 m de lado donde el muro de la torre antigua queda rodeado por el nuevo muro, con un espesor de 3,60 m en la planta baja y 2,90 m en el resto de las plantas. La torre se levanta 15,70 m.

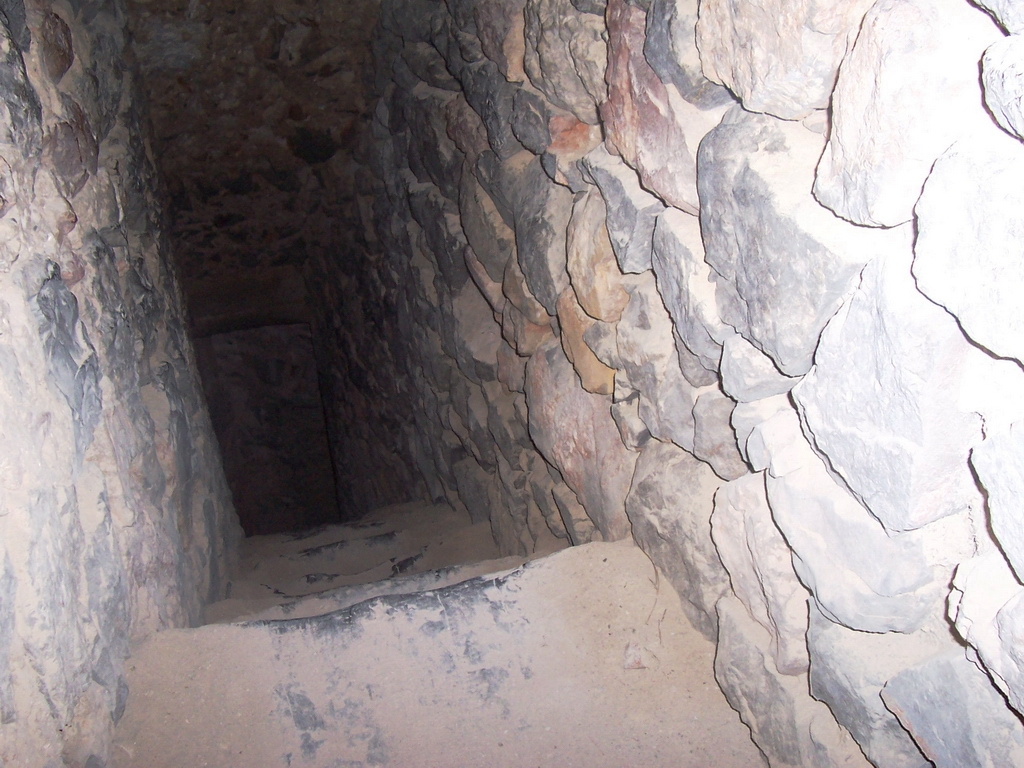
Escalera

La torre cuenta con planta baja, planta principal, planta alta o azotea, y un camino de ronda sobre elevado por el muro, protegido por una barandilla. La planta baja y la principal tienen la misma distribución, con dos salas iguales cubiertas con bóveda de cañón, pero con la dirección de las salas perpendiculares una planta con la otra. La planta alta no tiene techo ni ninguna división interior. La escalera que comunica las distintas plantas pasa por dentro del muro.
Del prisma del edificio sobresalen, a nivel de tierra, dos caponeras semicirculares situadas en aristas opuestas y por ante la puerta de acceso había un muro barbacana del que poca cosa queda, y a nivel de la planta alta, sobre las aristas libres de caponeras, dos garitas.
El edificio fue construido con sillares muy trabajados a la parte exterior y para realizar las aperturas defensivas, mientras el interior fue realizado con masonería de piedra y mortero de cal.

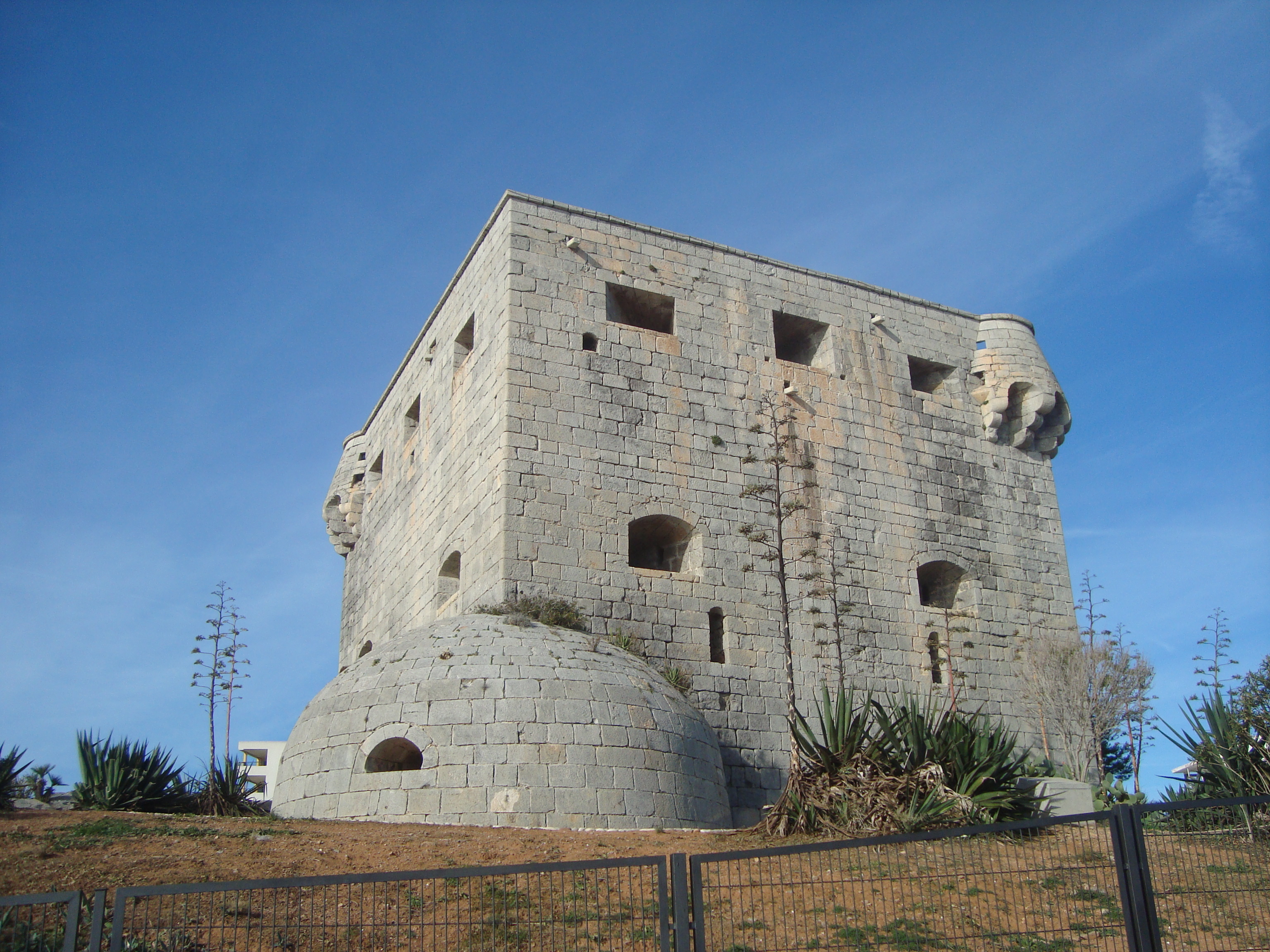
Torre del Rey (Oropesa del Mar, Castellón)

Los muros presentan aperturas defensivas y de luz. Las caponeras tienen cada una tres troneras, y cada garita tres pequeñas troneras y tres mirillas. En la planta principal dos ventanas en la cara norte y dos troneras y 4 mirillas en cada menaje. Y en la planta superior, cada menaje es defendido por 3 troneras y 6 mirillas.